# Lávka přes Ostravici z náměstí Jurije Gagarina
Lávka přes Ostravici z náměstí Jurije Gagarina, nazývaná také Lávka spojující náměstí Jurije Gagarina a Havlíčkovo nábřeží nebo lávka OV-253aL, je lávka přes řeku Ostravici, která spojuje městské obvody Moravská Ostrava a Přívoz a Slezská Ostrava v Ostravě. Geograficky se nachází v nížině Ostravská pánev v Moravskoslezském kraji. Lávka tak spojuje Moravu a Horní Slezsko.

## Další informace
Nezastřešená lávka spojuje náměstí Jurije Gagarina (pravý břeh řeky Ostravice, Seidlerovo nábřeží, Slezská Ostrava) a Havlíčkovo nábřeží (levý břeh řeky Ostravice, Moravská Ostrava). Nachází se na 3,6 km délky řeky Ostravice a postavila ji společnost Dopravní stavby Olomouc. Je to ocelová stavba, která byla postavena ke výročí osvobození Československa Sovětskou armádou v roce 1985. Lávka bývá také každoročně využívána ke kulturní akci Tančící mosty.

## Galerie

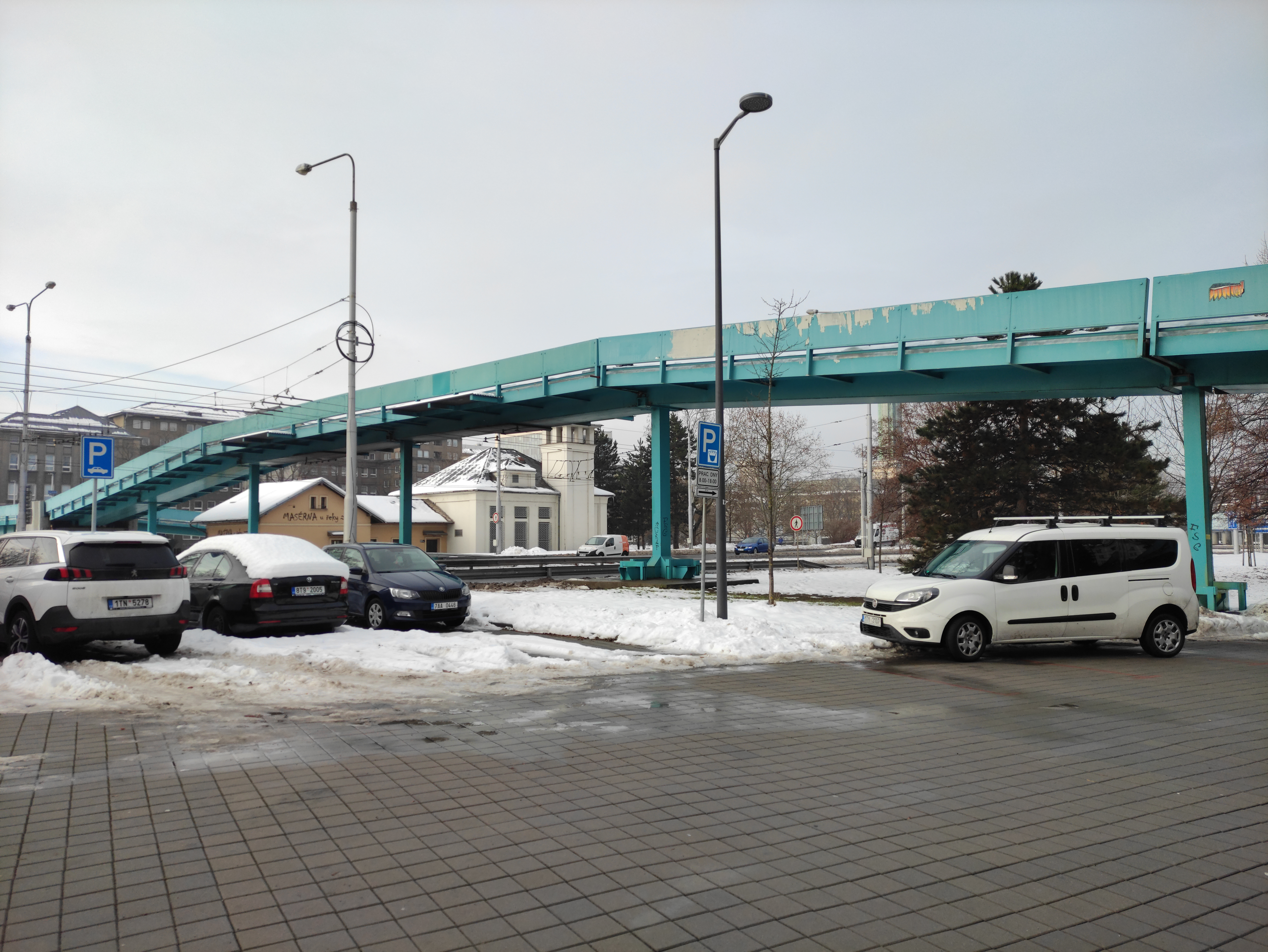
Pohled na most ze Slezské Ostravy
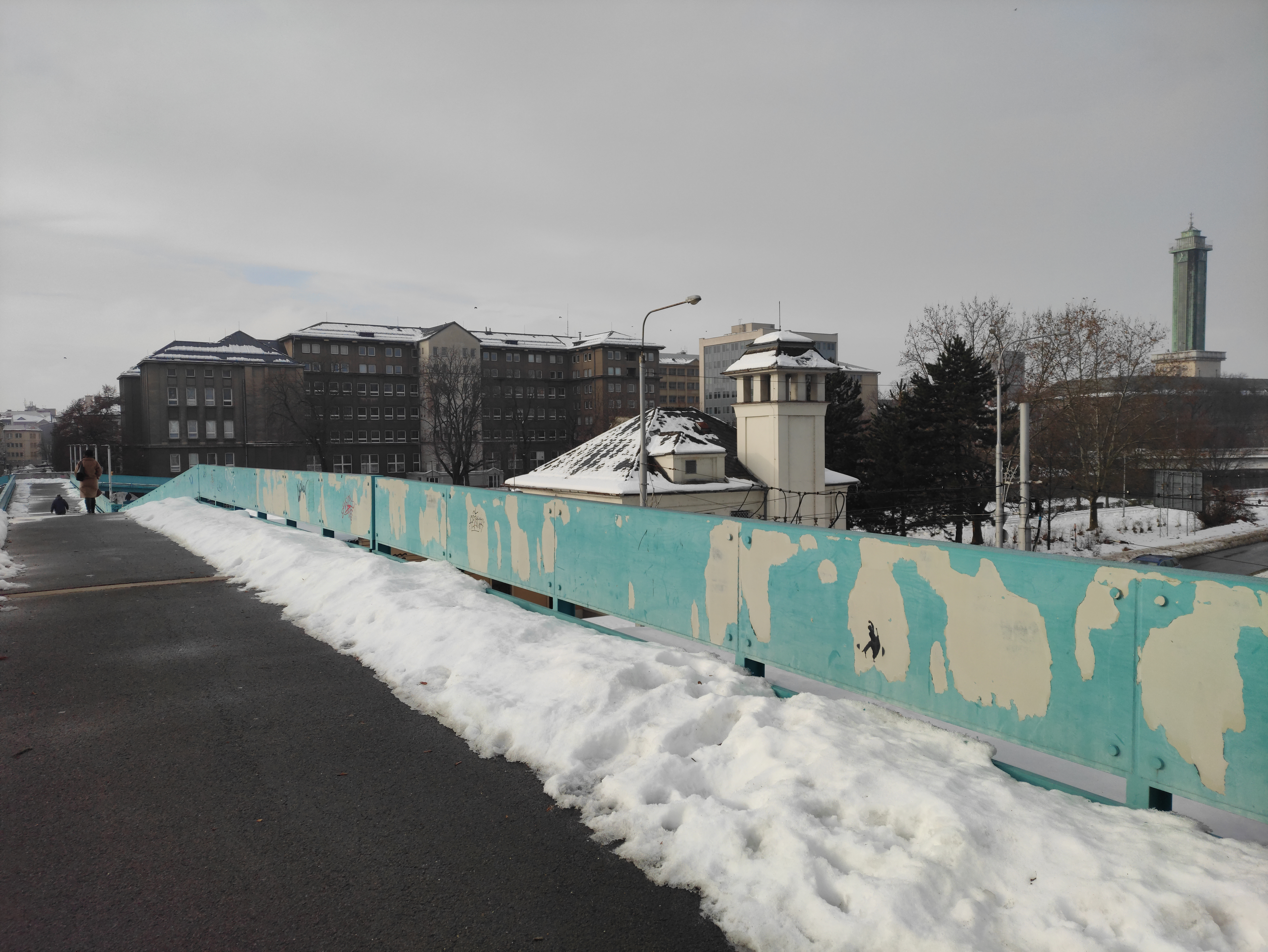
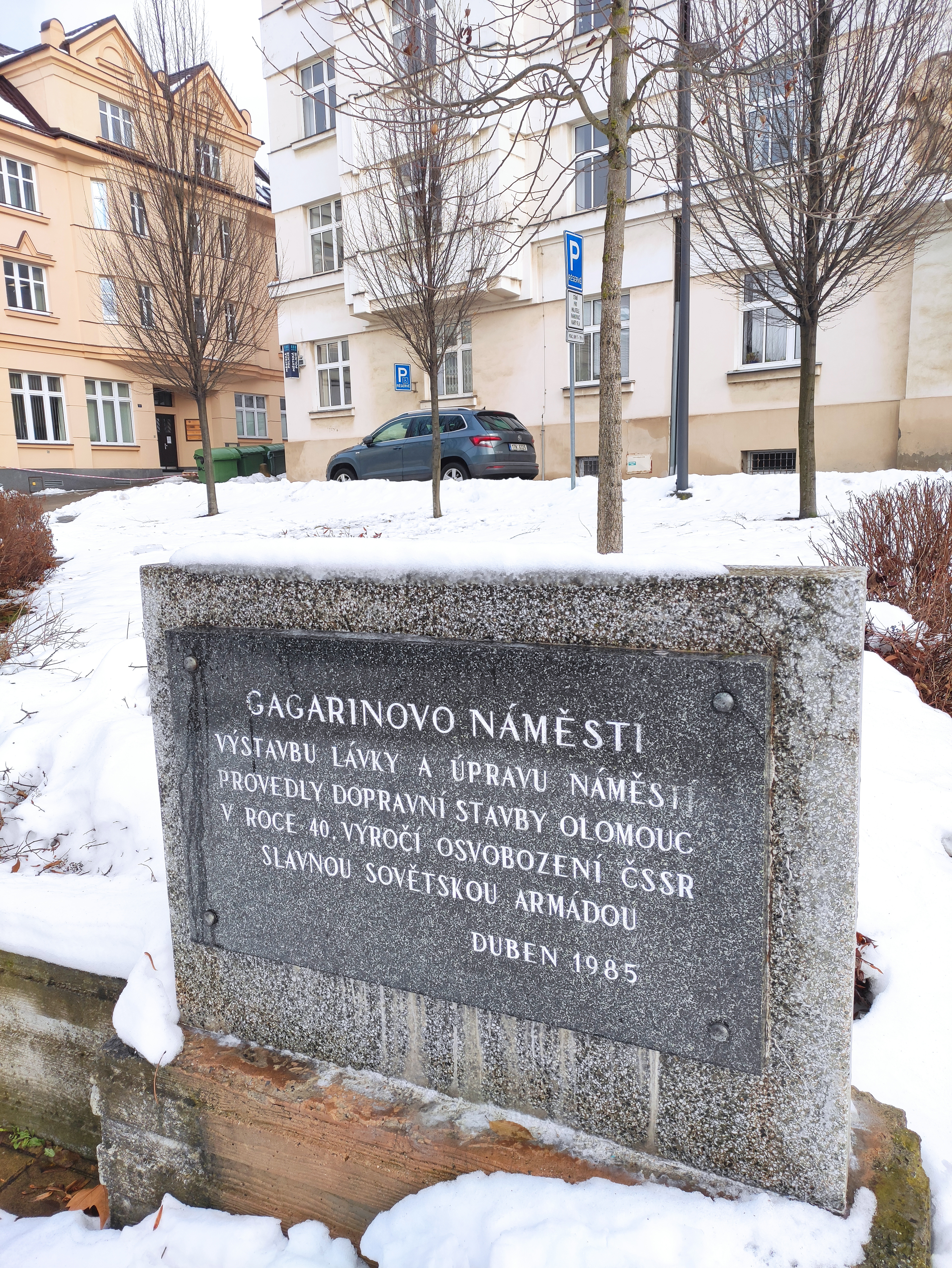
Pamětní deska stavby lávky